# (13857) Stafford
(13857) Stafford est un astéroïde de la ceinture principale.

## Description
(13857) Stafford est un astéroïde de la ceinture principale. Il fut découvert le 4 décembre 1999 aux Monts Santa Catalina par le projet CSS. Il présente une orbite caractérisée par un demi-grand axe de 2,63 UA, une excentricité de 0,16 et une inclinaison de 4,7° par rapport à l'écliptique.

## Compléments